# Річки Південного Судану

Мапа Південного Судану з найважливішими річками

У статті наводиться список найважливіших річок, які повністю або частково протікають територією Південного Судану.
| Назва річки     | Довжина (у -{км}-) | Витік                        | Гирло           | Місцева назва        | Держави, через які протікає                     |
| --------------- | ------------------ | ---------------------------- | --------------- | -------------------- | ----------------------------------------------- |
| Акобо           | 434                | Ефіопська височина           | Пибор           | -{Akobo}-            | Ефіопія, Південний Судан                        |
| Ачва            | 450                | Центральноафриканська долина | Бахр-ель-Джабал | -{Achwa}-,-{Aswa}-   | Уганда, Південний Судан                         |
| Баро            | 306                | Ефіопська височина           | Собат           | -{Baro}-, -{Upeno}-  | Ефіопія, Південний Судан                        |
| Бахр-ель-Араб   | 800                | Масив Бонго                  | Бахр-ель-Газаль | -{ ‏بحر العرب}-       | Судан, Південний Судан                          |
| Бахр-ель-Газаль | 716                | Азандська долина             | Озеро Но        | -{بحر الغزال}-       | Південний Судан                                 |
| Бахр-ель-Зераф  | 240                | Бахр-ель-Джабал              | Білий Ніл       | -{Baḩr az Zarāf}-    | Південний Судан                                 |
| Бахр-ель-Джабал | 850                | Альберт-Ніл                  | Озеро Но        | -{بحر الجبل}-        | Південний Судан                                 |
| Білий Ніл       | 3 700              | Озеро Вікторія               | Ніл             | -{فرع النيل الأبيض}- | Руанда, Бурунді, Уганда, Південний Судан, Судан |
| Кідепо          | невідомо           | Іматонг                      | нема            | -{Kidepo}-           | Уганда, Південний Судан                         |
| Лол             | 500                | Масив Бонго                  | Бахр-ель-Араб   | -{Lol}-              | Південний Судан                                 |
| Пибор           | 320                | Ефіопська височина           | Собат           | -{Pibor}-            | Етиопија, Південний Судан                       |
| Понго           | 300                | Азандська долина             | Лол (річка)     | -{Pongo}-            | Південний Судан                                 |
| Собат           | 740                | Баро-Пибор                   | Білий Ніл       | -{نهر السوباط}-      | Південний Судан                                 |
| Джур            | 485                | Азандська долина             | Бахр-ель-Газаль | -{Sue}-, -{Jur}-     | Південний Судан                                 |

## Галерея

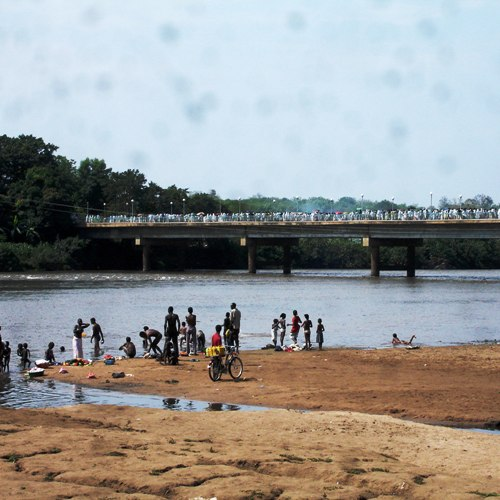
Річка Баро
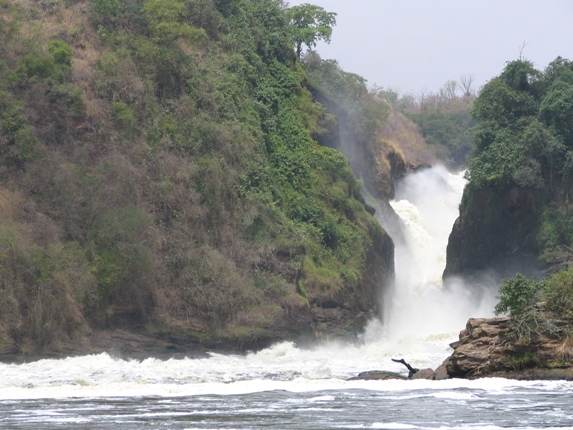
Білий Ніл
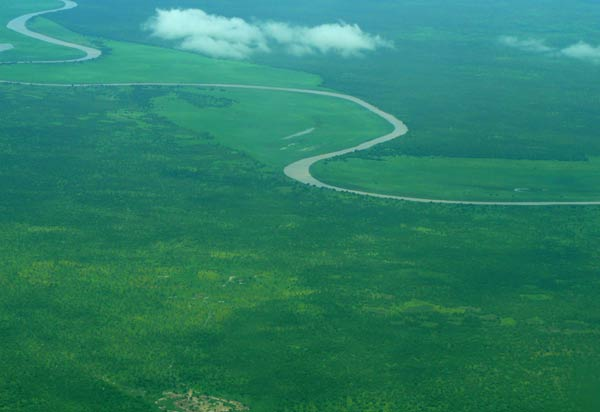
Собат
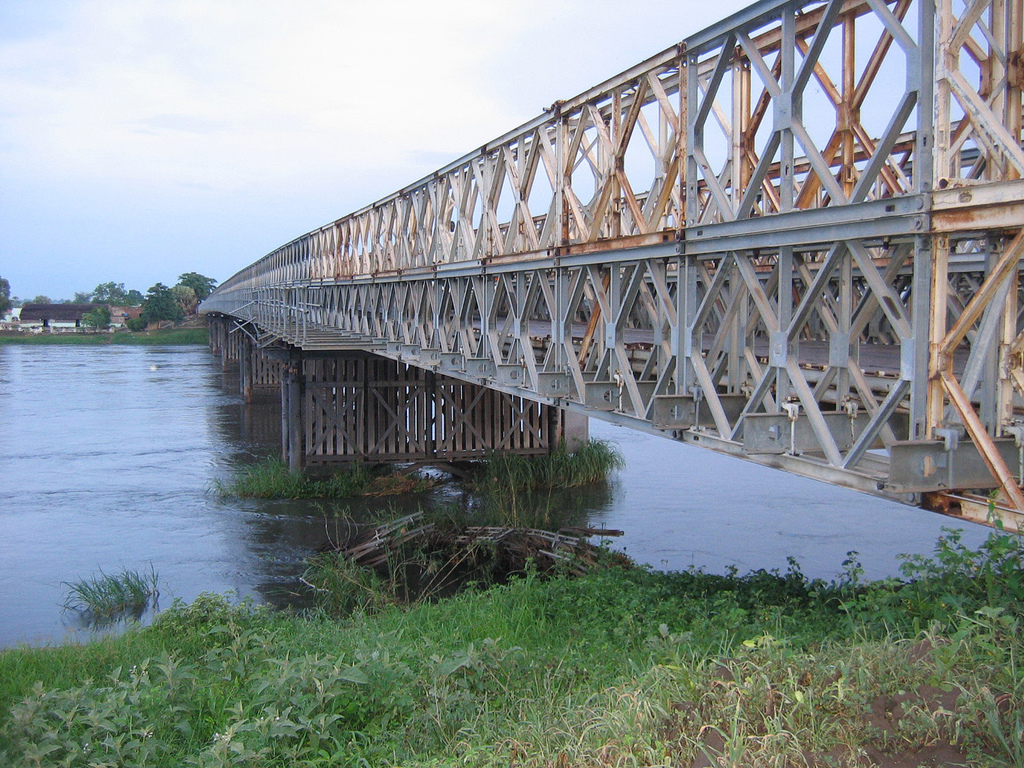
Бахр ел Цабал